# La carga (novela)
La carga (The Burden, en inglés), es la sexta y última novela que escribió Agatha Christie bajo el seudónimo de Mary Westmacott. Fue publicada en el Reino Unido por Heinemann, en noviembre del año 1956.
Inicialmente no se publicó en los Estados Unidos, pero en septiembre de 1963 la editorial Dell Publishing lo editó en formato de bolsillo.

## Trama
Laura había sido una niña modosa, poco problemática. Charles, su hermanito, se había convertido en el favorito de sus padres. Ella había deseado su muerte... y Charles murió. Abrumada por el peso de la culpa, dedicará su vida a Shirley, nacida tras la muerte de Charles, y tratará de guiarla a través de su frivolidad, inconstancia y fracaso.